# Harald Nicolas Stazol
Harald Nicolas Stazol (* 1970 in Neckarsulm) ist ein deutscher freier Autor und Journalist.

## Leben
Stazol studierte Psychologie an der Universität Hamburg. 1996 beendete er eine Ausbildung an der Henri-Nannen-Schule für Journalisten in Hamburg. Er spezialisierte sich auf die Themenbereiche Kultur, Mode und Lebensstil, außerdem veröffentlicht er Gerichts- und Reisereportagen. Seitdem schrieb er unter anderem  für den STERN, die Financial Times Deutschland oder Merian sowie deutsche Lifestyle-Magazine. 2018 wurden mehrere von ihm verfasste autobiographische Artikel in der konkret veröffentlicht. Von 2014 bis 2017 schrieb er für LFI, Leica Fotographie International, Photographenportraits sowie moderne/traditionelle/klassische Bildsprache und Techniken. Er veröffentlicht als Opern-, Konzert- und Ballettkritiker für klassik-begeistert.de regelmäßig Rezensionen, ebenso für Literatur, Kunst und Essays zu aktuellen Themen auf seiner Website „Darlington Daily - Stazol‘s Finest“. Seit Ende 2022 veröffentlicht er Konzert-Essays und CD-Vorstellungen als freier Kritiker auf Spiegel Online.
Im Jahr 2010 veröffentlichte Stazol seinen ersten Roman Porcella im Plöttner Verlag, der als eines von „30 lesenswerten Büchern“ auf die Lange Liste der Schweizer Literaturperle 2010 gesetzt wurde. 2011 folgte der Essayband Ich bin gerne Deutscher – Eine Liebeserklärung. 2012 erschien die Fortsetzung, der Essay „Affairencharakter – aus dem Tagebuch des letzten Dandies“. Es folgte die Politsarire, das Theaterstück „Wer hat Angst vor Bettina Wulff“.
Stazol lebt in Hamburg.

## Werke
- Porcella. Plöttner Verlag, Leipzig 2010, ISBN 978-3-938442-79-1.

- Ich bin gerne Deutscher. Eine Liebeserklärung. Plöttner Verlag, Leipzig 2011, ISBN 978-3-86211-027-8.